# Emissionsbolag
Emissionsbolag var en tidig form av riskkapitalbolag i Sverige under början av 1900-talet. Emissionsbolagen ägnade sig åt många olika typer av finansiella affärer, där allt ifrån industriella strukturaffärer till kortsiktiga spekulationsaffärer ingick. 
Det industriella genombrottet från 1890-talet skapade ett utrymme för en expansiv finansiell sektor i samband med fusioner, omstruktureringar och nybildningar. I och med 1911 års banklag erkändes bankerna rätten att, i viss utsträckning, äga aktier. Bankernas rätt att äga aktier var begränsad, men de kom runt denna begränsning genom att låta emissionsbolagen göra affärerna och bankernas huvudsakliga inblandning blev formellt sett att låna ut pengar till emissionsbolagen.  
Den kraftiga högkonjunktur som världskriget gav upphov till spädde på spekulationen och drev även fram en mängd mindre emissionsbolag. Efter första världskrigets slut tappade aktierna på Stockholmsbörsen i genomsnitt 75 procent av sitt värde. Ännu värre var det med aktier som hade kopplingar till emissionsbolagens verksamhet, vilka i många fall tappade över 90 procent.  
Bankerna lyckades att ta sig ur krisen mycket tack vare att staten och bankerna samarbetade i uppbyggandet av AB Kreditkassan av år 1922, som bildades för att administrera det statliga stödet till krisdrabbade banker. De sju största emissionsbolagen trädde dock samtliga i likvidation eller rekonstruerades under åren 1921-25.